# Путь Вуда — Льюнгдаля

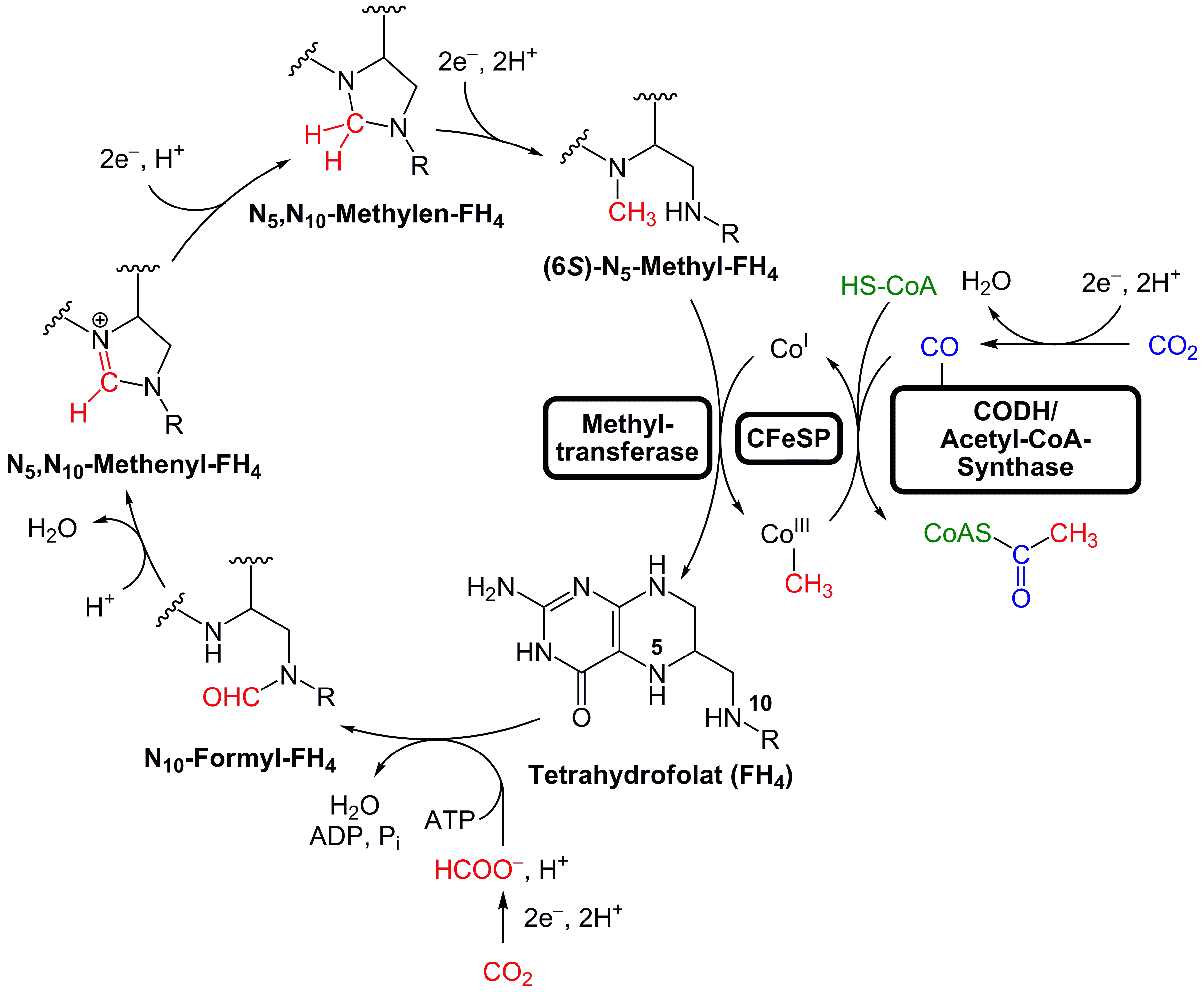
Восстановительный путь ацетил-КоА

Путь Вуда — Льюнгдаля, восстановительный ацетил-КоА путь — метаболический путь, представляющий собой серию биохимических реакций, используемых некоторыми анаэробными хемолитоавтотрофными бактериями (ацетогенами в процессе ацетогенеза) и археями-метаногенами в процессе (метаногенеза) для фиксации СO2 и получения энергии. Этот путь позволяет организмам использовать водород в качестве донора электронов и диоксид углерода — в качестве акцептора и строительного блока для биосинтеза органических молекул.
Этот путь описывает автотрофное получение молекулы ацетил-КоА из двух молекул СО2 с использованием коферментов и ферментов с металл-содержащими центрами в качестве акцепторов СО2. Суммарная реакция пути Вуда-Льюнгдаля:
{\displaystyle {\ce {{2CO2}+ 4H2 + {КоАSH}-> {CH3COKoA}+ 3H2O}}} идет с выделением энергии ΔG0‘=-59,2 кДж/моль. Этой энергии достаточно для перекачки пары ионов через мембрану и создания электрохимического градиента, но недостаточно для субстратного фосфорилирования.
Две молекулы СО2 восстанавливаются независимо, в разных (карбонильной и метильной) ветках пути Вуда-Льюнгдаля. Метильная ветвь включает последовательность реакций, которая приводит к восстановлению СО2 до метильной группы -СН3. Метильная группа при этом связана тетрагидрофолатом (FH4) в бактериях и метанофураном (MFR) и тетрагидрометаноптерином (H4MPT) в археях, в качестве коферментов-переносчиков. Карбонильная часть пути включает восстановление второй молекулы CO2 до карбонильной группы (-СО), связанной с ферментом CO-дегидрогеназой, катализирующим эту реакцию. Затем метильная группа комбинируется с карбонильной группой и коферментом А, образуя молекулу ацетил-КоА. В этом участвуют особый фермент: ацетил-КоА-синтетаза. В микроорганизмах они могут быть представлены как два отдельных фермента, так и как бифункциональный ферментный комплекс, объединяющий обе эти активности. Ключевой фермент пути (СО-дегидрогеназа/ацетил-КоА синтаза) может составлять существенную часть от всего растворимого клеточного белка (например, от 6 до 9 % у Moorella thermoacetica). СО-дегидрогеназа/ацетил-КоА синтаза имеет общее происхождение у всех прокариот, использующих этот путь.
Особенностью этого пути является производство большого количества уксусной кислоты в качестве побочного продукта, который не используется и выводится из клетки наружу.

## История открытия
Этот путь был назван в честь двух исследователей, Харланда Вуда и Ларса Льюнгдаля, которые обнаружили большинство энзимологических свойств модельной ацетогенной бактерии Moorella thermoacetica. В дальнейшем она была переклассифицирована под названием Clostridium thermoaceticum.

## Распространенность
Путь Вуда — Льюнгдаля встречается, только у прокариот, например, у гидрогенотрофных метаногенных архей и гомоацетогенных бактерий, таких как клостридии, аммоний-окисляющих планктомицетов, некоторых сульфатредуцирующих бактерий Desulfobacterium sp., Deltaproteobacteria и автотрофной археи Archaeoglobales (Euryarchaeota). Таким образом, этот путь представлен только у строгих анаэробов. Это связано с высокой чувствительностью ферментов этого пути и их кофакторов к кислороду. Также это связано с высокой потребностью в ионах металлов (Mo, или W, Co, Ni, и Fe), которые находятся в растворенном состоянии в воде преимущественно в низкой степени окисления (то есть в анаэробных условиях без доступа кислорода). Таким образом ограничения накладываемые на доступность металлов, кофакторов и чувствительность к кислороду определяет использование этого пути в ограниченном числе экологических ниш, несмотря на его энергетическую эффективность.
Восстановительный ацетил-КоА путь функционирует в психрофилах также хорошо, как и в гипертермофилах. Его функционирование известно при температурах, которые являются максимально возможными для размножения клеток (Methanopyrus kandlery; 122 °C).

## Вариации
Хотя общая схема пути консервативна, в археях и бактериях используются отличающиеся С1-переносчики, кофакторы, переносчики электронов и ферменты
Известно много вариантов данного пути.
1. Например, на начальной стадии может образвываться свободный формиат, или СО, или формильная группа, связанная с коферментом.
2. В качестве различных С1 переносящих коферментов используются тетрагидрофолат, или тетрагидрометаноптерин. Источником связанных с тетрагидрофолиевой кислотой С1-фрагментов могут служить как СО2, так и различные экзогенные С1-соединения (CO, формиат, формальдегид, метанол) или содержащие, присоединенную через атом О, N, или S метильную группу соединения (метиламин, метилмеркаптан, и простые и сложные О-ароматические эфиры). При этом осуществляется тетрагидрофолат-зависимое деметилирование таких метиловых эфиров при котором спирт R-ОН высвобождается, а метильная группа переносится на белок и затем на тетрагидрофолиевую кислоту. Для использования таких соединений необходимы некоторые дополнительные ферменты, например, специфичные метилтрансферазы.
3. В качестве донора электронов для восстановления могут использоваться НАДН, НАДФН, ферредоксин, фактор F420 или Н2.

Эти отличия в типе кофактора, отличающегося в разных ферментах и видах микроорганизмов делает возможным объяснить часть отличий наблюдаемых в продуктивности и скорости роста.

## Обратный (окислительный) ацетил-КоА путь
Все реакции восстановительного ацетил-КоА пути обратимы. Путь Вуда-Льюнгдаля используется в обратном направлении в метаболизме:
1. сульфатредуцирующих бактерий. При этом электроны, взятые из органических молекул, переносятся посредством ацетил-КоА на НАДН, ацетил-КоА окисляется до СO2[20].
2. Гомоацетогенов[13].
3. При расщеплении ацетата до СО2 и СН4 у ацетокластических метаногенных бактерий.
4. У анаэробных метилотрофов, использующих метиловые эфиры.
5. Синтрофные бактерии Clostridium ultunenece и Thermoacetogenium phaeum окисляют ацетат до СО2 и Н2 в ассоциации с потребляющими сульфидогенами или метаногенами. Окисление ацетата до СО2 и Н2 является эндэргоничной реакцией (∆G0’=+107,1 кДж/моль ацетата), и ее протекание возможно при очень низком парциальном давлении водорода. Это становится возможным когда партнер в синтрофной паре потребляет образующийся при окислении ацетата водород.

## Отличия от других путейфиксации углерода
1. В отличие от обратного цикла Кребса и цикла Калвина, восстановительный ацетил-КоА путь линеен и не является циклическим.
2. В отличие от других путей фиксации углерода, путь Вуда-Льюнгдаля может идти в обратном направлении, для получения восстановительных эквивалентов из органических соединений в течение органо-гетеротрофного роста[21][15][22]
3. В противоположность другим путям фиксации углерода, восстановительный путь Вуда-Льюнгдаля может быть использован не только для фиксации, но также и для запасания энергии, через образование водородного[23] или натриевого электрохимического градиента на мембране[24][4][25][26][27][28]. Созданный градиент потребляется АТФ-азой для синтеза АТФ из АДФ и фосфата[29].

## Эволюционное значение
В настоящее время активно обсуждаются гипотезы, что первые живые организмы на земле были хемолитоавтотрофами, способными синтезировать все или большинство их органических соединений из СО2, используя Н2 или другой неорганический донор электронов как восстановитель.
Метаногены, использующие этот путь (или предки метаногенов), могли быть первыми автотрофными организмами.
Поскольку жизнь зародилась в аноксигенных условиях, ацетил-КоА путь или очень похожий на него может быть первым процессом, используемым для автотрофной фиксации СО2. Последние исследования геномов ряда бактерий и архей приводят к мысли, что последний универсальный общий предок (LUCA) использовал путь Вуда-Льюнгдаля в гидротермальных источниках. Филогенетические реконструкции также как и химические эксперименты наводят на мысль, что этот путь мог использоваться еще при возникновении жизни .
Неясно, была ли первоначальная цель использования этого пути для ассимиляции углерода (восстановление и фиксация углерода) или в окислении ацетата. Филогенетическое исследование ацетил-КоА синтетазы показывает что микроорганизмы (ацетогены и метаногены), имеющие этот фермент или ферменты, близкородственные ему, имеют общего предка.